# 郭体祥
郭体祥（1919年12月—2008年3月），男，河南永城人，中华人民共和国政治人物，曾任安徽省革命委员会副主任，安徽省人民政府副省长。